# Niphona picticornis
Niphona picticornis är en skalbaggsart som beskrevs av Étienne Mulsant 1839. Niphona picticornis ingår i släktet Niphona och familjen långhorningar.
Artens utbredningsområde är:
- Corsica.
- Frankrike.

Inga underarter finns listade i Catalogue of Life.

## Bildgalleri

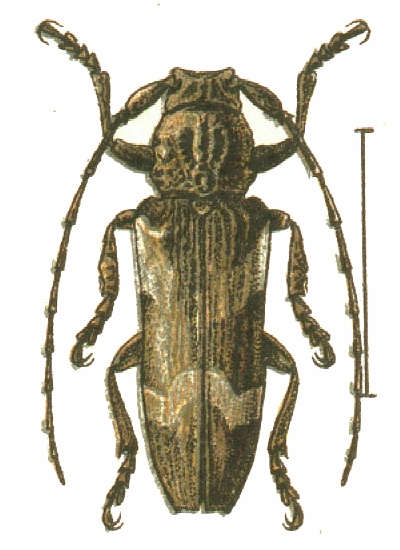